# 乳钉纹平底爵
乳钉纹平底爵是指1975年出土于河南省偃师縣（現洛阳市偃师区）二里头遗址的青铜爵，现藏二里头夏都遗址博物馆。本器系铜锡合金，合范法铸造。形制细腰、长流、尖尾，为前期青铜器爵的典型特征。该器是中国发现最早的青铜器之一。
《左传·宣公三年》记载：“昔夏之方有德也，远方图物，贡金九牧，铸鼎象物，百物而为之备，使民知神、姦。”，所以夏初被认为就已经开始铸造青铜器。而出土地点二里头遗址被认为是夏代的都城遗址，该器也因此引起广泛关注。